# Polvere di pinguino (album)
Polvere di pinguino è il primo album in studio dell'omonimo gruppo musicale, pubblicato nel 1988 dalla Cobra Records.

## Tracce

### Lato A
1. Burnin' Fields
2. Stand by the Dream
3. Hometown
4. Pretty Ways of Our Mind
5. Animals

### Lato B
1. Garbage In Heaven
2. Caged Wolf
3. Born to Be Wild
4. Open My Hands